# Anggaswangi (Sukodono)
Anggaswangi is een bestuurslaag in het regentschap Sidoarjo van de provincie Oost-Java, Indonesië. Anggaswangi telt 5435 inwoners (volkstelling 2010).